# ポルトガル王国元帥
ポルトガル王国元帥（葡: Marechal de Portugalまたは 葡: Marechal do Reino）はポルトガル陸軍の再編の結果、1382年に国王フェルナンド1世によって創設された。元帥はポルトガル王国大司馬（葡: Condestável de Portugal）の直下にあり、軍営その他の後方支援を担当していた。その機能は現在のポルトガル陸軍兵站本部（葡: Comando da Logística）に相当する。
創設翌年の1383年にゴンサロ・バスケス・デ・アゼヴェードが就任し、その後は娘婿であるゴンサロ・バスケス・コーチニョが就任し、その後世襲された。1580年スペインとの合同後に任命されなくなった。1640年にポルトガルが再独立した後、この職はしばらく復活した。

以下は歴代のポルトガル王国元帥の一覧である。名前と就任年からなる。

## ポルトガル王国元帥の一覧
1. ゴンサロ・バスケス・デ・アゼベド - 1383年
2. ゴンサロ・バスケス・コーチニョ 、レオミル領領主- 1385年
3. D. バスコ・フェルナンデス・コーチニョ 、初代マリアルバ伯 - 1413年頃
4. D. フェルナンド（I）・コーチニョ - 1450年頃
5. D. アルバロ・ゴンサルベス・コーチニョ - 1480年頃
6. D. フェルナンド（II）・コーチニョ 、第3代グラシオーザ島カピターノ・ドナターリオ- 1500年頃
7. D. アルバロ・コーチニョ 、第4代グラシオーザ島カピターノ・ドナターリオ- 1530年頃
8. D.フェルナンド（III）・コーチニョ- 1560年頃
9. D.フェルナンド（IV）・コーチニョ- 1578年頃
10. D. フェルナンド・マスカレンハス 、初代セラム伯 - 1643年
11. D. ホルヘ・マスカレンハス 、第2代セラム伯 - 1650年

## 参照
SOBRAL、JoséJX、 Portuguese Marshals 、 Audaces 、2008 